# Sven Ridderstråle
Sven Ridderstråle (före 1713 Hesselberg), född 1 januari 1682, död 28 juni 1754, tillhörande adliga släkten Ridderstråle, var en svenskt hovrättsråd och lagman.
Han blev 1716 kapten vid Livgardet. Han blev 1743 lagman i Östergötlands lagsaga vilken tjänst han sedan hade till 1747.. Adlad 1713. Riddare av Svärdsorden 1749.